# IC 3005
IC 3005 est une galaxie spirale barrée vue par la tranche et située dans la constellation de l'Hydre. Sa vitesse par rapport au fond diffus cosmologique est de 2 053 ± 23 km/s, ce qui correspond à une distance de Hubble de 30,3 ± 2,2 Mpc (∼98,8 millions d'al). Elle a été découverte par l'astronome américain DeLisle Stewart en 1899.
La classe de luminosité de IC 3005 est III-IV et elle présente une large raie HI. Elle renferme également des régions d'hydrogène ionisé.
À ce jour, près d'une vingtaine de mesures non basées sur le décalage vers le rouge (redshift) donnent une distance de 26,347 ± 3,332 Mpc (∼85,9 millions d'al), ce qui est à l'intérieur des valeurs de la distance de Hubble.

## Groupe de NGC 4105
IC 3005 est une galaxie du groupe de NGC 4105. Ce groupe de galaxies compte au moins cinq membres. Outre NGC 4105, les autres galaxies du groupe sont IC 2995, IC 3010 et ESO 440-46.